# Manoir de Wangen
Le manoir de Wangen est un monument historique situé à Wilwisheim, dans le département français du Bas-Rhin.

## Localisation
Ce bâtiment est situé à Wilwisheim.

## Historique
L'édifice fait l'objet d'une inscription au titre des monuments historiques depuis 2003.

## Architecture

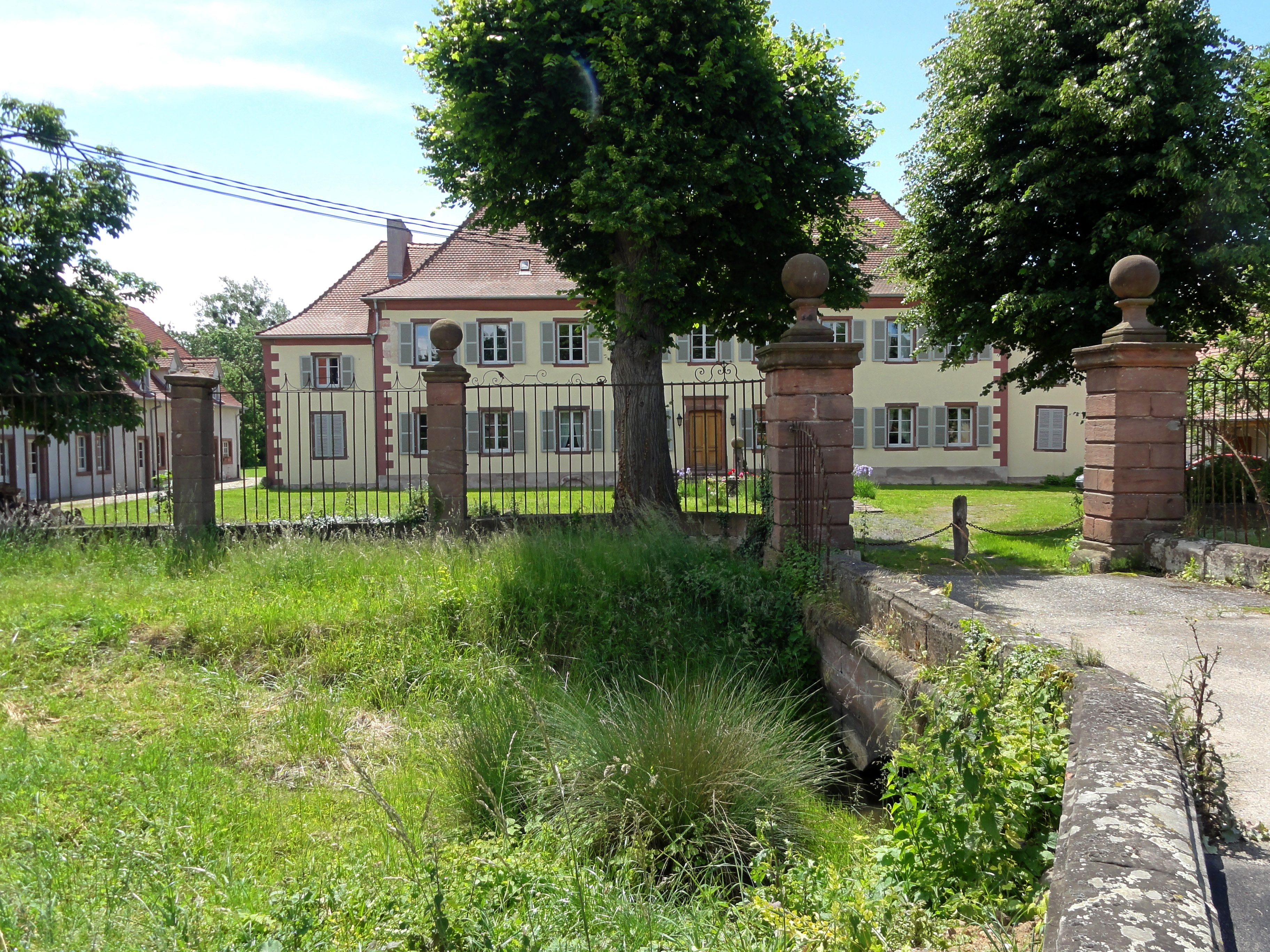
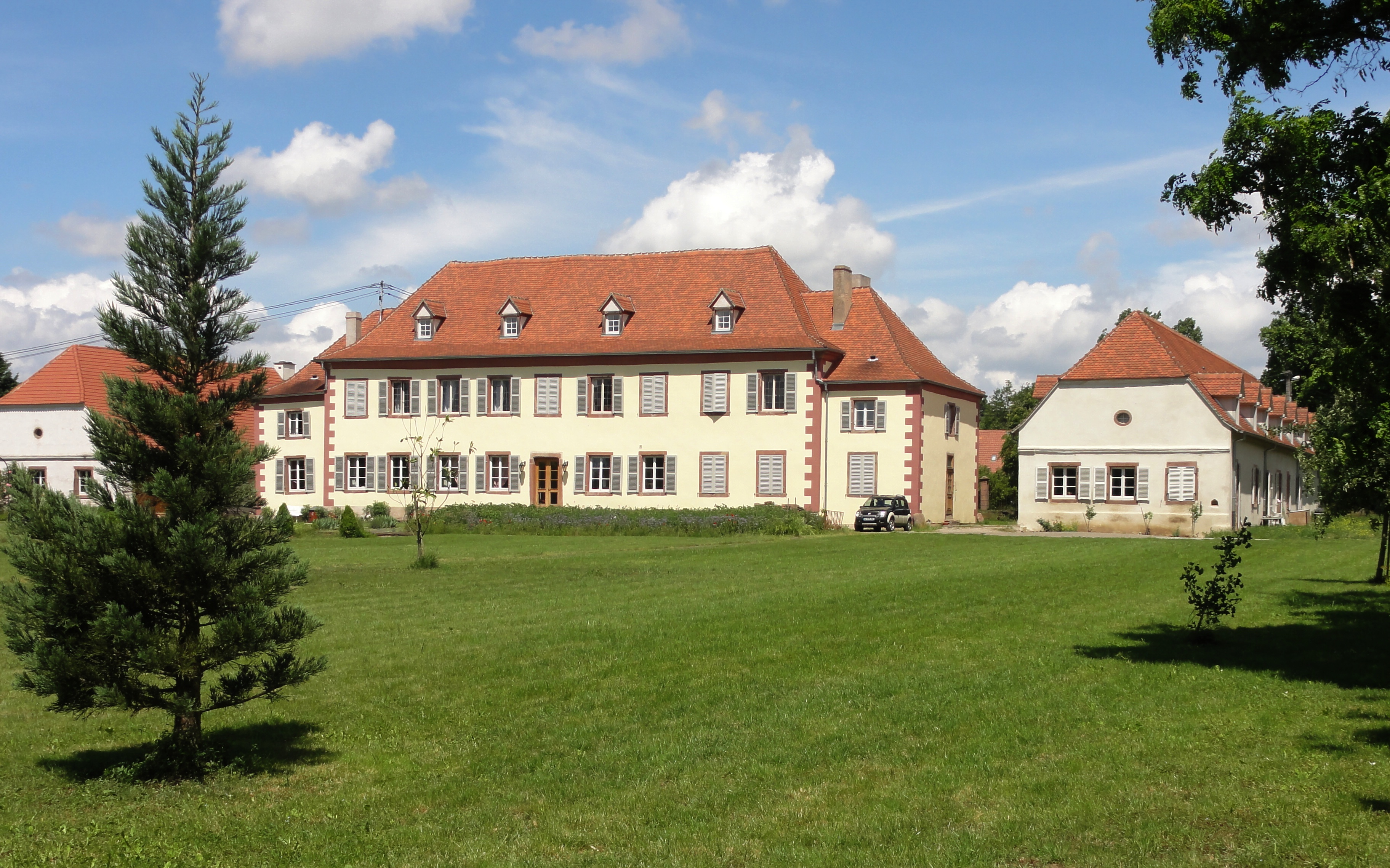